# Cyril E. King Lufthavn
Cyril E. King Lufthavn (IATA: STT, ICAO: TIST) er en international lufthavn der ligger 3 km vest for Charlotte Amalie på øen Sankt Thomas ved de Amerikanske Jomfruøer. I 2010 ankom 543.002 passagerer til lufthavnen og er blandt de travleste i Caribien.

## Historie
Den havde navnet Harry S. Truman Airport indtil 1984, hvor den blev omdøbt til det nuværende for at ære Cyril Emmanuel King, den anden valgte guvernør på de Amerikanske Jomfruøer. En ny lufthavnsterminal med 11 gates åbnede i november 1990.
Lufthavnen har i gennemsnit 200 starter og landinger om dagen, hvor cirka halvdelen er taxi- og privatflyvninger.

## Selskaber og destinationer
| Flyselskaber         | Destinationer                                |
| -------------------- | -------------------------------------------- |
| Air Sunshine         | Beef Island, San Juan, Vieques, Virgin Gorda |
| American Airlines    | Miami, New York-JFK Sæson: Boston            |
| American Eagle       | San Juan                                     |
| Cape Air             | St. Croix, San Juan                          |
| Continental Airlines | New York-Newark                              |
| Delta Air Lines      | Atlanta, New York-JFK                        |
| JetBlue Airways      | San Juan Sæson: Boston                       |
| LIAT                 | Anguilla, Antigua, St. Kitts, St. Maarten    |
| Seaborne Airlines    | St. Croix, San Juan-Isla Grande              |
| Spirit Airlines      | Fort Lauderdale                              |
| United Airlines      | Chicago-O'Hare, Newark, Washington-Dulles    |
| US Airways           | Charlotte, Philadelphia                      |
| Vieques Air Link     | Vieques                                      |

- Kilde: Airline Schedules på viport.com Arkiveret 7. marts 2012 hos  Wayback Machine